# Nuoto ai XVIII Giochi del Mediterraneo
Le gare di nuoto ai XVIII Giochi del Mediterraneo si sono svolte dal 23 al 25 giugno 2018 al Centro Acuático de Campclar di Tarragona. Sono state assegnate le medaglie in 19 specialità sia maschili sia femminili, per un totale di 38 medaglie. A queste si sono aggiunte anche le due medaglie paralimpiche dei 100 metri stile libero maschili e femminili.

## Calendario
Il calendario delle gare è stato il seguente:
| ● | Finali |

| Giugno/Luglio |    |    |    |    |    |    |    |    |    |
| 22            | 23 | 24 | 25 | 26 | 27 | 28 | 29 | 30 | 1º |
|               | 13 | 13 | 14 |    |    |    |    |    |    |

## Podi

### Uomini
| Evento                          | Oro | Tempo    | Argento                                                                                         | Tempo    | Bronzo                                                                                              | Tempo         |
| Stile libero                    | |          |                                                                                                 |          | |               |
| 50 m (dettagli)                 | Kristián Goloméev | 21"66    | Oussama Sahnoune                                                                                | 21"96    | Ali Khalafalla                                                                                      | 21"97         |
| 100 m (dettagli)                | Oussama Sahnoune | 48"00    | Alessandro Miressi                                                                              | 48"56    | Luca Dotto                                                                                          | 49"20         |
| 200 m (dettagli)                | Velimir Stjepanović                                                                                                   | 1'47"13  | Filippo Megli                                                                                   | 1'48"02  | Marwan Elkamash                                                                                     | 1'48"12       |
| 400 m (dettagli)                | Gregorio Paltrinieri                                                                                                  | 3'46"29  | Domenico Acerenza                                                                               | 3'47"50  | Marwan Elkamash                                                                                     | 3'47"51       |
| 1500 m (dettagli)               | Gregorio Paltrinieri                                                                                                  | 14'46"25 | Domenico Acerenza                                                                               | 14'55"44 | Joris Bouchaut                                                                                      | 15'08"70      |
| Dorso                           | |          |                                                                                                 |          | |               |
| 50 m (dettagli)                 | Simone Sabbioni | 25"11    | Niccolò Bonacchi                                                                                | 25"21    | Apostolos Christou                                                                                  | 25"35         |
| 100 m (dettagli)                | Apostolos Christou | 54"68    | Simone Sabbioni Christopher Ciccarese                                                           | 54"77    | non assegnato                                                                                       | non assegnato |
| 200 m (dettagli)                | Christopher Ciccarese                                                                                                 | 1'58"79  | Hugo González                                                                                   | 1'58"94  | Apostolos Christou                                                                                  | 2'00"37       |
| Rana                            | |          |                                                                                                 |          | |               |
| 50 m (dettagli)                 | Fabio Scozzoli | 27"25    | Čaba Silađi                                                                                     | 27"31    | Peter John Stevens                                                                                  | 27"32         |
| 100 m (dettagli)                | Fabio Scozzoli | 1'00"36  | Čaba Silađi                                                                                     | 1'00"46  | Berkay Öğretir                                                                                      | 1'00"95       |
| 200 m (dettagli)                | Luca Pizzini | 2'09"91  | Joan Ballester                                                                                  | 2'13"48  | Alex Castejón                                                                                       | 2'13"91       |
| Farfalla                        | |          |                                                                                                 |          | |               |
| 50 m (dettagli)                 | Kristián Goloméev | 23"53    | Abdelrahman Elaraby                                                                             | 23"69    | Piero Codia                                                                                         | 23"74         |
| 100 m (dettagli)                | Piero Codia | 52"25    | Matteo Rivolta                                                                                  | 52"34    | Ümit Can Güreş                                                                                      | 52"53         |
| 200 m (dettagli)                | Velimir Stjepanović                                                                                                   | 1'56"93  | Filippo Berlincioni                                                                             | 1'58"01  | Stefanos Dimitriadis Andreas Vazaios                                                                | 1'58"16       |
| Misti                           | |          |                                                                                                 |          | |               |
| 200 m (dettagli)                | Andreas Vazaios | 1'59"40  | Hugo González                                                                                   | 2'00"53  | Alexis Santos                                                                                       | 2'00"83       |
| 400 m (dettagli)                | Federico Turrini | 4'16"37  | Joan Lluís Pons                                                                                 | 4'17"97  | João Vital                                                                                          | 4'18"76       |
| Staffette                       | |          |                                                                                                 |          | |               |
| 4x100 m stile libero (dettagli) | Serbia Aleksa Bobar Ivan Lenđer Uroš Nikolić Andrej Barna                                                             | 3'15"76  | Grecia Andreas Vazaios Apostolos Christou Fotios Koliopoulos Kristián Goloméev                  | 3'18"25  | Turchia İskender Başlakov Kemal Arda Gürdal Hüseyin Emre Sakçı Yalım Acımış                         | 3'20"72       |
| 4x200 m stile libero (dettagli) | Italia Matteo Ciampi Stefano Di Cola Mattia Zuin Filippo Megli                                                        | 7'11"66  | Serbia Aleksa Bobar Ivan Lenđer Andrej Barna Uroš Nikolić                                       | 7'18"57  | Spagna Moritz Berg Miguel Durán Hugo González de Oliveira Marc Sánchez                              | 7'20"41       |
| 4x100 m misti (dettagli)        | Grecia Apostolos Christou (54.56) Ioannis Karpouzlis (1:01.71) Stefanos Dimitriadis (52.34) Kristian Golomeev (48.03) | 3:36.64  | Serbia Velimir Stjepanović (55.75) Čaba Silađi (59.92) Ivan Lenđer (52.68) Aleksa Bobar (50.09) | 3:38.44  | Turchia Ege Başer (57.36) Berkay Öğretir (1:00.29) Ümit Can Güreş (51.94) Kemal Arda Gürdal (49.79) | 3:39.38       |

### Donne
| Evento                          | Oro | Tempo   | Argento                                                                                                  | Tempo   | Bronzo | Tempo   |
| Stile libero                    | |         | |         | |         |
| 50 m (dettagli)                 | Farida Osman | 24"83   | Lidón Muñoz                                                                                              | 25"20 = | Theodora Drakou | 25"31   |
| 100 m (dettagli)                | Erika Ferraioli                                                                                                   | 54"91   | Lidón Muñoz                                                                                              | 55"28   | Neža Klančar | 55"40   |
| 200 m (dettagli)                | Marie Wattel | 1'59"12 | Melania Costa                                                                                            | 1'59"75 | Linda Caponi | 2'00"02 |
| 400 m (dettagli)                | Simona Quadarella                                                                                                 | 4'05"68 | Mireia Belmonte                                                                                          | 4'05"87 | Diana Durães | 4'09"49 |
| 800 m (dettagli)                | Simona Quadarella                                                                                                 | 8'21"44 | Mireia Belmonte                                                                                          | 8'26"55 | Tjaša Oder | 8'28'91 |
| Dorso                           | |         | |         | |         |
| 50 m (dettagli)                 | Silvia Scalia | 28"33   | Duane Da Rocha                                                                                           | 28"57   | Theodora Drakou | 28"61   |
| 100 m (dettagli)                | Margherita Panziera                                                                                               | 1'00"74 | Silvia Scalia                                                                                            | 1'00"99 | Ekaterina Avramova | 1'01"16 |
| 200 m (dettagli)                | Margherita Panziera                                                                                               | 2'08"08 | África Zamorano                                                                                          | 2'11"75 | Ekaterina Avramova | 2'13"43 |
| Rana                            | |         | |         | |         |
| 50 m (dettagli)                 | Arianna Castiglioni                                                                                               | 31"07   | Martina Carraro                                                                                          | 31"33   | Jessica Vall | 31"49   |
| 100 m (dettagli)                | Jessica Vall | 1'07"19 | Marina García Urzainqui                                                                                  | 1'07"58 | Arianna Castiglioni                                                                                                   | 1'07"85 |
| 200 m (dettagli)                | Jessica Vall | 2'25"22 | Marina García Urzainqui                                                                                  | 2'25"39 | Viktorija Zeynep Güneş                                                                                                | 2'26"92 |
| Farfalla                        | |         | |         | |         |
| 50 m (dettagli)                 | Farida Osman | 25"48   | Elena Di Liddo                                                                                           | 26"21   | Marie Wattel | 26"48   |
| 100 m (dettagli)                | Elena Di Liddo | 57"59   | Farida Osman                                                                                             | 58"51   | Anna Ntountounaki | 58"78   |
| 200 m (dettagli)                | Mireia Belmonte                                                                                                   | 2'07"80 | Ana Monteiro                                                                                             | 2'08"06 | Alessia Polieri | 2'08"46 |
| Misti                           | |         | |         | |         |
| 200 m (dettagli)                | Mireia Belmonte                                                                                                   | 2'11"66 | Viktorija Zeynep Güneş                                                                                   | 2'13"19 | Anna Pirovano | 2'13"21 |
| 400 m (dettagli)                | Catalina Corró | 4'39"42 | Anja Crevar                                                                                              | 4'40"62 | Carlotta Toni | 4'41"43 |
| Staffette                       | |         | |         | |         |
| 4x100 m stile libero (dettagli) | Italia Giada Galizi (55.57) Laura Letrari (55.13) Paola Biagioli (55.04) Erika Ferraioli (54.21)                  | 3'39"95 | Francia Marie Wattel (54.78) Léna Bousquin (55.63) Alizée Morel (55.76) Assia Touati (55.15)             | 3'41"32 | Spagna Marta González (55.44) Lidón Muñoz (55.13) Marta Cano (56.07) Melani Costa (55.24)                             | 3'41"88 |
| 4x200 m stile libero (dettagli) | Italia Margherita Panziera (2:01.02) Linda Caponi (2:00.14) Stefania Pirozzi (2:01.09) Laura Letrari (2:00.38)    | 8'02"63 | Francia Alizée Morel (2:02.16) Assia Touati (2:00.09) Camille Gheorghiu (2:01.06) Marie Wattel (1:59.74) | 8'03"05 | Spagna Melani Costa (2:00.23) África Zamorano (2:00.42) Lidón Muñoz (2:00.71) Marta Cano (2:03.17)                    | 8'04"53 |
| 4x100 m misti (dettagli)        | Italia Margherita Panziera (1:00.54) Arianna Castiglioni (1:06.14) Elena Di Liddo (57.05) Erika Ferraioli (54.54) | 3'58"27 | Spagna Duane Da Rocha (1:01.31) Jessica Vall (1:07.03) Lidón Muñoz (1:00.17) Marta González (55.82)      | 4'04"33 | Grecia Theodora Drakou (1:01.31) Maria-Thaleia Drasidou (1:11.20) Anna Ntountounaki (57.75) Sofia Klikopoulou (56.82) | 4'08"22 |

### Paralimpici
| Evento              | Oro              | Tempo   | Argento             | Tempo   | Bronzo             | Tempo   |
| Stile libero Uomini |                  |         |                     |         |                    |         |
| 100 m (dettagli)    | Stefano Raimondi | 53"38   | David Julián Levecq | 55"24   | Riccardo Menciotti | 55"94   |
| Stile libero Donne  |                  |         |                     |         |                    |         |
| 100 m (dettagli)    | Élodie Lorandi   | 1'01"96 | Alessia Scortechini | 1'02"38 | Sarai Gascón       | 1'03"09 |

## Medagliere
| Posizione | Paese      | Oro | Argento | Bronzo | Totale |
| --------- | ---------- | --- | ------- | ------ | ------ |
| 1         | Italia     | 22  | 13      | 8      | 43     |
| 2         | Spagna     | 5   | 15      | 6      | 26     |
| 3         | Grecia     | 5   | 1       | 8      | 14     |
| 4         | Serbia     | 3   | 5       | 0      | 8      |
| 5         | Egitto     | 2   | 2       | 3      | 7      |
| 6         | Francia    | 2   | 2       | 2      | 6      |
| 7         | Algeria    | 1   | 1       | 0      | 2      |
| 8         | Turchia    | 0   | 1       | 7      | 8      |
| 9         | Portogallo | 0   | 1       | 3      | 4      |
| 10        | Slovenia   | 0   | 0       | 3      | 3      |
| Totale    | Totale     | 40  | 41      | 40     | 121    |